# Jimmy Jump
Jaume Marquet i Cot, född 14 mars 1974, mer känd som Jimmy Jump, är en katalansk försäljare från Sabadell, nära Barcelona i Katalonien. Han är mest känd för att han vid flera tillfällen har stört underhållnings- eller sportevenemang genom att objuden ha givit sig in på scener eller idrottsplaner mitt under pågående evenemang.
Hans senaste framträdande inträffade under semifinalmötet i Champions League 2011 då han sprang in på planen och försökte sätta en röd katalansk mössa (barretina) på Cristiano Ronaldos huvud, men stoppades av funktionärer.

## Framträdanden
- Under ett formel 1-lopp i Barcelona sprang han in på målrakan när bilarna susade förbi i 250 km/h.
- Vid en segerceremoni vid en tennisturnering i Barcelona sprang han fram till vinnaren Carlos Moya och lämnade sitt visitkort.
- När fotbollslaget FC Barcelona spelade en match sprang han ut på planen och satte en traditionell katalansk mössa (barretina) på Barcelonaspelaren Samuel Eto'o för att välkomna honom till laget.
- Under en match mellan Liverpool FC och AC Milan 1999 sprang han in på planen och tog med sig matchbollen ut från arenan.
- Mot slutet av finalen i Fotbolls-EM 2004 mellan Portugal och Grekland, sprang han in och kastade en Barcelonaflagga på Luís Figo, som år 2000 hade bytt klubb från FC Barcelona till Real Madrid.
- När Real Madrid CF spelade match mot FC Barcelona hemma på Santiago Bernabéu den 19 november 2005 sprang han in på planen innan matchavspark och sparkade iväg bollen från mittcirkeln innan han senare greps av flera vakter och överlämnades till polisen.
- Under Champions League-finalen 2006 mellan FC Barcelona och Arsenal sprang han in på planen vid avspark och gav Thierry Henry en Barcelona-tröja.
- Han sprang även in på planen under semifinalen i EM 2008 mellan Tyskland och Turkiet. Då hade han på sig en tröja där det stod "Tibet is not China".
- I finalen i Franska öppna 2009 i tennis sprang han in och försökte sätta en katalansk mössa på Roger Federer.[1]
- Den 14 oktober 2009 försökte han ta sig in på Råsunda fotbollsstadion under Sveriges VM-kvalmatch mot Albanien. Hans mål var då sannolikt att nå Zlatan Ibrahimović, men säkerhetsvakterna ingrep dock redan innan han hade kommit in på planen och han greps direkt av polisen utanför arenan.[2][3]
- Under finalen av Eurovision Song Contest 29 maj 2010 i Oslo, Norge dök han upp mitt i Spaniens bidrag framfört av Daniel Diges och stannade på scenen i cirka 20 sekunder innan vakterna kastade ut honom.[4] Väl utanför greps han av polisen och fördes till Sandvika polisstation där han förhördes. Jump dömdes senare till 15 000 norska kronor i böter för olaga intrång och sabotage, bötessumman motsvarar drygt 19 000 svenska kronor. Spanien fick framföra sitt bidrag en gång till.[4]
- Strax före avspark för VM-finalen i fotboll den 11 juli 2010 på Soccer City i Johannesburg försökte han placera sin röda mössa på VM-pokalen. Han hindrades av några funktionärer som höll honom kvar tills vakterna kom. Sju vakter lyfte ut honom från arenan och överlämnade honom till polisen. Han greps och fördes till stationen för förhör.[5] Två dagar senare dömdes han till 2000 rand, vilket motsvarar knappt 2000 svenska kronor, i böter för olaga intrång.
- På en träningsmatch mellan FC St. Pauli och Real Racing Club de Santander den 30 juli 2010 sprang han in på planen.[6]
- I finalen i "Copa Del Rey" i vattenpolo hoppade han i bassängen och simmade ut till mitten och kramade en simmare.[7]
- Under andra semifinalmötet i Champions League 2011 mellan FC Barcelona och Real Madrid tog han sig in efter halvtid och sprang en lång runda runt planen samt försökte placera en röd katalansk mössa på Cristiano Ronaldos huvud.